# Paragus glumaci
Paragus glumaci är en tvåvingeart som beskrevs av Ante Vujic 1999. Paragus glumaci ingår i släktet stäppblomflugor, och familjen blomflugor.
Artens utbredningsområde är Nordmakedonien. Inga underarter finns listade i Catalogue of Life.